# Albatros D.II
Albatros D.II byl německý jednomístný dvouplošný stíhací letoun používaný během první světové války, vyráběný firmou Albatros Flugzeugwerke.

## Historie
Znamenal kvalitativní posun vůči svému předchůdci D.I. Díky zmenšení vzdálenosti mezi horním a dolním křídlem (horní se nacházelo blíže k trupu) se zlepšil výhled pilota směrem vpřed vzhůru. Proti předchozím typům D.I totiž nepřítel často útočil právě z tohoto směru, protože rozměrné horní křídlo Albatrosu překáželo pilotovi ve výhledu. Letoun byl po zákazu instalace bočních chladičů Widhoff na nově vyráběných německých stíhačkách vybaven novým plochým chladičem Teves und Braun, který se montoval do centroplánu horního křídla.
Po zalétání prototypů přišla v srpnu 1916 první objednávka dvou sérií po 50 kusech na nový typ Albatrosu. Úspěch na frontě pak v září vedl k další objednávce na 100 kusů. Standardní D.II poháněl šestiválcový řadový motor Mercedes D.III o výkonu 160 k (119 kW), výzbroj tvořily dva synchronizované kulomety Maxim MG 08/15 připevněné na kapotě motoru před pilotem.
Úspěšná stíhačka upoutala pozornost i v Rakousko-Uhersku takže byla dohodnuta licenční výroba u firem LVG v Köslinu na 75 letounů, původně značených LVG D.I, později Albatros D.II (LVG) a Oeffag, kde se postavilo jen 16 strojů (53.01 až 53.16). Později byla objednávka zrušena ve prospěch modernějšího typu D.III. Rakousko-uherské letouny používaly řadové šestiválcové motory Austro-Daimler AD 6 s výkonem 185 k.

## Nasazení
Albatros D.II byl také od roku 1916 používán německou letkou Jagdstaffel 2 (Jasta 2) - první specializovanou letkou stíhacích letounů vůbec. Nejznámějšími piloty této letky byli například její velitel Oswald Boelcke či Manfred von Richthofen, který na Albatrosu D.II zaznamenal 17. září 1916 své první vzdušné vítězství. 28. října 1916 ve svém Albatrosu D.II Böelcke zahynul, když stíhal dva stroje Airco D.H.2 od 24. squadrony RFC. Böelckeho podřízený Erwin Böhme narazil podvozkem na horní křídlo jeho D.II, které se utrhlo. Zanedlouho se velitelem Jasta 2 stal Manfred von Richthofen, který 23. listopadu sestřelil na Albatrosu D.II jako své 11. vítězství tehdy nejlepšího britského stíhače Lanoe G. Hawkera, letícího na D.H.2.
V listopadu 1916 už bylo na západní frontě utvořeno celkem 20 Jagdstaffeln, kdy každá z nich měla několik Albatrosů D.II. Vedle Jasta 2 je v průběhu I. světové války užívaly i letky č. 4, 5, 6, 9, 14, 15, 16b, 17 a 19. V lednu u frontových útvarů působilo 214 Albatrosů D.II, v květnu 107 a v listopadu pouze 11.

## Albatros D.II v Československu
První Albatros D.II (Oef.) (53.05) do Československa přelétl 28. listopadu 1920 z Korutan-Celovce. Ze stroje byla po válce vymontována výzbroj a byl zařazen do rakouského civilního rejstříku pod číslem A 62. Letoun zakoupil František Žužman a ve zmíněné datum zorganizoval jeho přelet, který však díky mlze skončil předčasným přistáním u dvora Světlíky nedaleko Českých Budějovic. Stroj byl následně přepraven vlakem do Prahy, kam dorazil 4. prosince 1920. 53.05 pak létal u společnosti Falco s pilotem JUDr. Zdeňkem Lhotou, který nakonec stroj nabídl k odprodeji Ministerstvu národní obrany. Stroj byl vojenskou správou převzat 22. června 1922 a odeslán k dalšímu využití leteckému učilišti do Chebu. Po bližší prohlídce byl Albatros D.II odeslán do generální opravy k HLD Olomouc, kde mu bylo přiděleno označení Albatros D.II-1 (také D2-1). 31. května 1923 stroj po generální opravě zalétal pilot Jambor, 31. července jej rtm. Petrásek přelétl zpět do leteckého učiliště v Chebu. V červenci 1924 byl již určen pouze pro cvičné okruhy kolem letiště a k 15. září byl zrušen.
Druhý Albatros D.II v ČSR používal k leteckým produkcím pilot Julius Arigi ve své společnosti Ikarus. Letoun pojmenoval „Mopsi“ a sloužil k předvádění leteckých soubojů a letecké akrobacie. Letecký den v Mostě 23. května 1921 byl však posledním vystoupením tohoto stroje a katastrofu nepřežil ani jeho bývalý stíhací pilot Rakousko-Uherska B. Russ, který na Albatrosu D.II (53.16) 27. září 1917 u Flik 7 sestřelil ruský SPAD.

## Specifikace

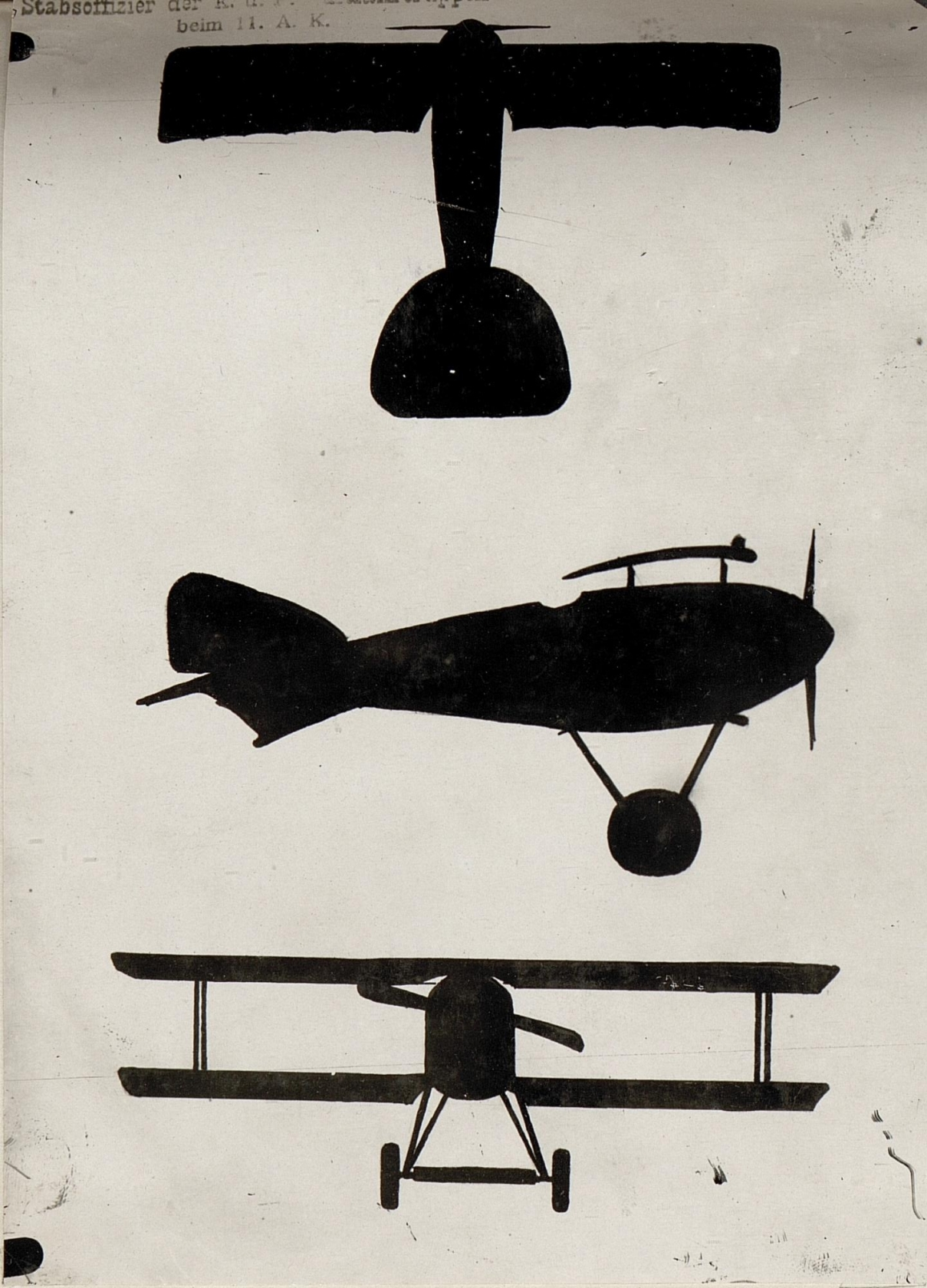
Třípohledová silueta Albatrosu D.II

### Technické údaje
- Posádka: 1 pilot
- Délka: 7,4 m
- Rozpětí: 8,5 m
- Výška: 2,59 m
- Plocha křídel: 24,5 m²
- Prázdná hmotnost: 637 kg
- Vzletová hmotnost : 888 kg
- Pohonná jednotka:
  - Německo: 1× Mercedes D.III 160 k (119 kW)
  - Rakousko-Uhersko: 1× Austro-Daimler 185 k (138 kW), vodou chlazený

### Výkony
- Maximální rychlost: 175 km/h
- Dolet: 1,5 hod
- Dostup: 5180 m
- Stoupavost: 1000 m / 5,5 min

### Výzbroj
- 2 × synchronizovaný kulomet MG 08/15 (Spandau) ráže 7,92 mm